# Stefano Durazzo
Pour l’article homonyme, voir Stefano Durazzo (doge).
Stefano Durazzo (né le 16 juin 1594 à Multedo, quartier de Gênes, Italie, alors dans la république de Gênes, et mort à Rome le 11 juillet 1667) est un cardinal italien du XVIIe siècle. Il est le fils de Pietro I Durazzo, doge de la république de Gênes et est l'oncle du cardinal Marcello Durazzo (1686).

## Biographie
Après ses études  à Rome, Durazzo est référendaire du tribunal suprême de la Signature apostolique, clerc, trésorier général et pro-secrétaire  à la Chambre apostolique, protonotaire apostolique et préfet des Annona.
Il est créé cardinal par le pape Urbain VIII lors du consistoire du 28 novembre 1633. Le cardinal Durazzo est légat à Ferrare. En 1635, Durazzo est élu archevêque de Gênes. Il est trésorier de la Congrégation de l'immunité ecclésiastique et légat à Bologne.
Le cardinal Durazzo participe aux conclaves de 1644, lors duquel Innocent X est élu pape, de 1655 (élection d'Alexandre VII) et de 1667 (élection de Clément IX).